# Emydura tanybaraga
Emydura tanybaraga is een schildpad uit de familie slangenhalsschildpadden (Chelidae).

## Naam en indeling
De wetenschappelijke naam van de soort werd voor het eerst voorgesteld door John Robert Cann in 1997. De soortaanduiding tanybaraga is afgeleid van het lokale woord voor schildpadden in de Dalyrivier met een gele strepentekening aan de kop, het wordt uitgesproken als 'tanybar-arrga'.

## Uiterlijke kenmerken
De vrouwtjes kunnen een rugschildlengte bereiken van maximaal 28,5 centimeter, de mannetjes blijven kleiner tot 16,7 cm. Het schild heeft een langwerpige ovaalvorm en is het breedst aan de achterzijde. De schildkleur is bruin tot bruinoranje, op het schild zijn donkere vlekken aanwezig. Het buikschild heeft een witgele kleur met kleine oranje of roze vlekjes. 
De soort is voornamelijk te herkennen aan de gele tekening aan de onderzijde van de kop, de bovenste helft heeft een grijze kleur. Aan de bovenzijde van de kop zijn gele strepen gelegen van het oog tot boven het trommelvlies en aan de zijkant van de nek. Deze strepen vervagen bij heel oude dieren maar de strepen die door de iris lopen blijven zichtbaar. De kleur van de rest van de huid is grijs aan de bovenzijde en witgrijs aan de onderzijde. 
Onder de kin zijn twee baarddraden aanwezig die soms goed te zien maar maar ook gereduceerd kunnen zijn.
Jongere exemplaren hebben een opstaande lengtekiel aan het midden van het schild en een gele schildrand aan de rugzijde. Ook hebben zij stekelige punten aan de achterste marginaalschilden. Deze kenmerken verdwijnen echter naarmate de dieren ouder worden.

## Verspreiding en habitat
Emydura tanybaraga is endemisch in Australië en komt alleen voor in de staten Noordelijk Territorium en Queensland. De habitat bestaat uit grotere wateren zoals rivieren en meren. De schildpad komt voornamelijk voor in de riviersysyemen van de Dalyrivier, de South Alligator River en de Mitchellrivier.

## Voortplanting
Emydura tanybaraga is voornamelijk herbivoor als volwassen schildpad, op het menu staan waterplanten en fruit. Jongere dieren eten echter nog wel dierlijk materiaal. Aan het einde van het regenseizoen zetten de vrouwtjes ongeveer vijftien eieren af die gemiddeld 26 millimeter breed zijn en 32 mm lang. 